# Pankrácké náměstí
Pankrácké náměstí se rozkládá v Praze-Nuslích na předmostí Nuselského mostu. Jeho severní části dominuje budova Kongresového centra. Pod jeho severovýchodním okrajem prochází trasa metra C.
V 30. letech 20. století na náměstí bylo fotbalové hřiště SK Nusle. Po zastavění prostor v Dejvicích a během výstavby areálu ČVUT v Praze 6 počátkem šedeátých let 20. století, se tady odehrávaly po tři roky tradiční matějské poutě vždy od 24.2., než se přesunuly na Výstaviště v Praze 7. Tehdy zde historické hřiště SK Nuslí, s vysokými hliněnými ochozy upravenými na tribuny k stání a dřevěnou tribunkou pro sedící diváky, ještě stálo a bylo pro potřebu Matějské poutě i využíváno. Na pouti se tehdy objevil po mnoha letech kromě karavany velbloudů i tobogán, atrakce za první Československé republiky u Matěje běžná. Výstavba Kongresového centra a rozsáhlé křižovatky s nadchody v 70. letech charakter náměstí značně změnila a celé náměstí se vlastně stalo předmostím Nuselského mostu. Zanikla také ulice spojující tyto prostory s dolními Nuslemi, kdysi plynule navazující na ulici Boleslavovu křižovatkou v Čiklově ulici. Byla zasypána i s přilehlou nuselskou zahrádkářskou kolonií a nová zvýšená plošina využita pro výstavbu nového Gymnázia na Vítězné pláni a školního hřiště.  Na této straně byl také vystavěn věžovitý hotel Forum (dnes Corynthia). Poblíž je na katastru Nuslí stanice metra Vyšehrad v jižním ústí Nuselského mostu, zámeček (Miramare) Bělka, Bučanka a cca 600 m odsud bastiony Vyšehradské pevnosti (bezejmenná rohatka proti Nuslím) s tunelem pro pěší, spojujícím Nuselské údolí pod Vyšehradem s Podolím.

## Plánované nové náměstí
Jako Pankrácké náměstí bylo po nějakou dobu označováno plánované nové centrální náměstí Prahy 4, které mělo vzniknout na Pankrácké pláni v blízkosti stanice metra Pankrác. Na nové náměstí se měla přemístit i radnice Prahy 4. Později tato myšlenka zapadla; v roce 2011 se Nuselská radnice pomalu začala přesouvat do přestavované budovy polikliniky na Budějovické náměstí.